# ایوانیچ-گراد

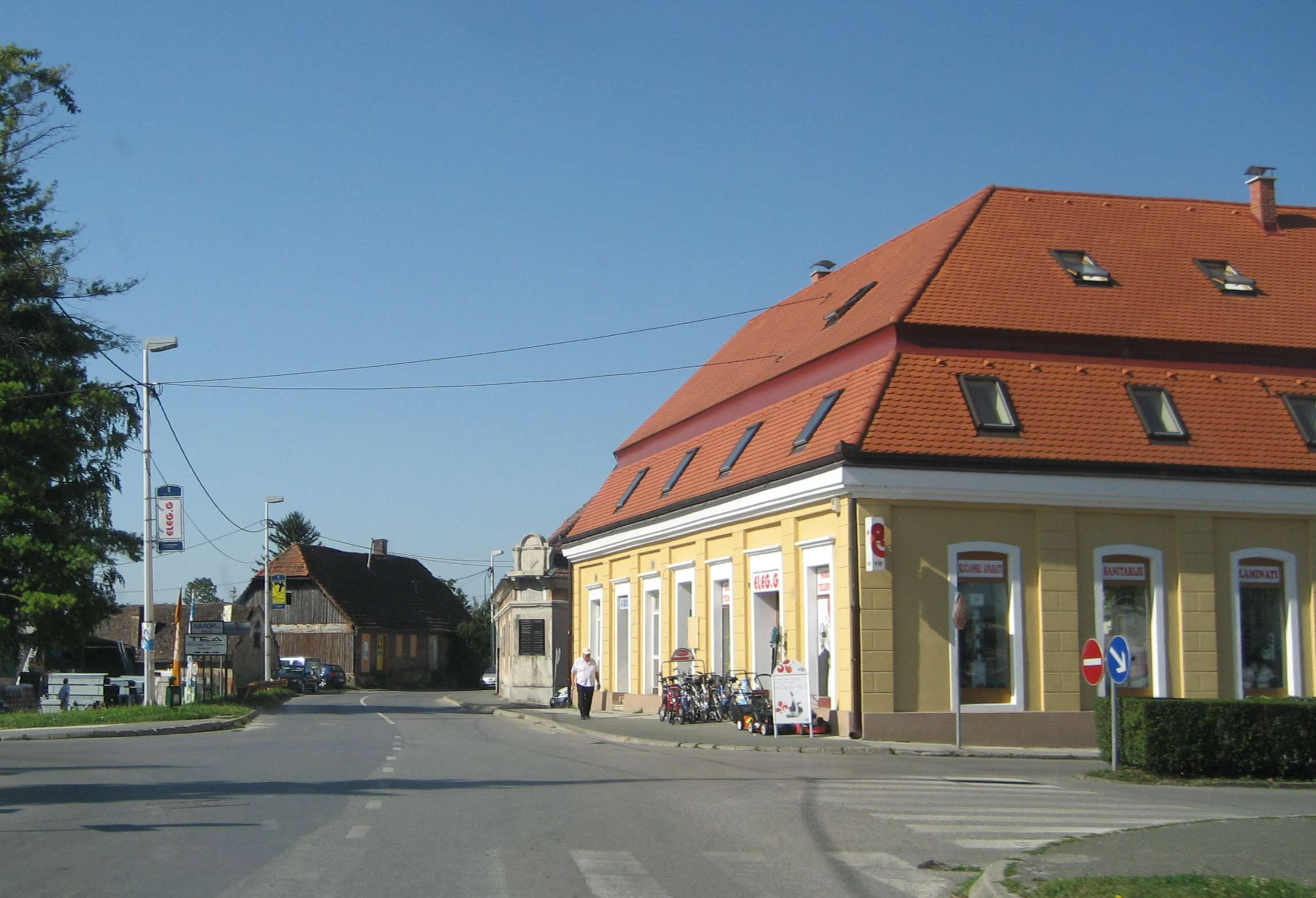
نمایی از شهر ایوانیچ-گراد در زاگرب کرواسی - ۲۰۰۹

ایوانیچ-گراد (به کرواتی: Ivanić-Grad) شهری در زاگرب کشور کرواسی است که جمعیت آن در سال ۲۰۱۱ میلادی ۱۴٬۱۹۶ نفر بوده‌است.